# Eleição municipal de Gravataí em 2020
A eleição municipal da cidade de Gravataí em 2020 ocorrerá no dia 15 de novembro e elegerá um prefeito, um vice-prefeito e vinte e um membros da câmara de vereadores para a administração da cidade. Os mandatos dos candidatos eleitos neste pleito durarão entre 1 de janeiro de 2021 e 31 de dezembro de 2024.
Originalmente, as eleições ocorreriam em 4 de outubro, porém, com o agravamento da pandemia de COVID-19 no Brasil, a data foi modificada.

## Contexto político e pandemia
As eleições municipais de 2020 estão sendo marcadas, antes mesmo de iniciada a campanha oficial, pela pandemia de COVID-19 no Brasil, o que está fazendo com que os partidos remodelem suas estratégias de pré-campanha. O Tribunal Superior Eleitoral (TSE) autorizou os partidos a realizarem as convenções para escolha de candidatos aos escrutínios por meio de plataformas digitais de transmissão, para evitar aglomerações que possam proliferar o coronavírus. Alguns partidos recorreram a mídias digitais para lançar suas pré-candidaturas. Além disso, a partir deste pleito, será colocada em prática a Emenda Constitucional 97/2017, que proíbe a celebração de coligações partidárias para as eleições legislativas.

## Candidaturas à prefeitura

### Candidaturas registradas no TSE
Abaixo está a lista das candidaturas registradas no sistema do TSE.
| Candidato(a) a prefeito | Candidato(a) a prefeito | Candidato(a) a vice-prefeito | Candidato(a) a vice-prefeito | Número eleitoral | Coligação                                                                         |
| Nome                    | Partido                 | Nome                         | Partido                      | Número eleitoral | Coligação                                                                         |
| ----------------------- | ----------------------- | ---------------------------- | ---------------------------- | ---------------- | --------------------------------------------------------------------------------- |
| Claiton Manfro          | PL                      | Veroni Rauber                | PL                           | 22               | Partido não coligado                                                              |
| Dimas                   | PSD                     | Evandro Soares               | PSD                          | 55               | Toda Força Para Gravataí - PROS                                                   |
| Jairo Carneiro          | PT                      | Patricia Rodrigues           | PT                           | 13               | Partido não coligado                                                              |
| Tamires Paveglio        | PSOL                    | Alan                         | PSOL                         | 50               | Partido não coligado                                                              |
| Zaffa                   | MDB                     | Dr. Levi                     | Republicanos                 | 15               | Gravataí não pode parar - Republicanos - PP - PSL - MDB - PTB - PSDB - PSB - PRTB |
| Anabel                  | PDT                     | Rosane Bordignon             | PDT                          | 12               | A esperança que vem do povo - Avante - PC do B - PDT                              |

- Atualizado até 03h06min, sábado, 15 de março de 2025 (UTC)

## Candidaturas a vereança
Conforme dados informados pelos candidatos ao TSE.
| Partido      | Número de candidaturas |
| ------------ | ---------------------- |
| DEM          | 31                     |
| Patriota     | 10                     |
| PL           | 18                     |
| PSD          | 31                     |
| PSDB         | 32                     |
| PSOL         | 17                     |
| PT           | 21                     |
| PV           | 25                     |
| Republicanos | 25                     |
| Total        | 210                    |

## Resultados

### Prefeitura
| Candidatos      | Candidatos                  | Turno Único 15 de novembro de 2020 | Turno Único 15 de novembro de 2020 |
| Candidatos      | Candidatos                  | Votos                              | %                                  |
| --------------- | --------------------------- | ---------------------------------- | ---------------------------------- |
|                 | Luiz Adriano Zaffalon (MDB) | 57.659                             | 51,1 / 100,0                       |
|                 | Dimas Souza da Costa (PSD)  | 35.623                             | 31,6 / 100,0                       |
|                 | Anabel Lorenzi (PDT)        | 13.181                             | 11,7 / 100,0                       |
|                 | Tamires Paveglio (PSOL)     | 3.026                              | 2,7 / 100,0                        |
|                 | Jairo Carneiro (PT)         | 2.038                              | 1,8 / 100,0                        |
|                 | Claiton Manfro (PL)         | 1.264                              | 1,1 / 100,0                        |
| Votos válidos   | Votos válidos               | 112.791                            | 100,0 / 100,0                      |
| Votos válidos   | Votos válidos               | 112.791                            | 86,5 / 100,0                       |
| Votos em branco | Votos em branco             | 9.227                              | 7,1 / 100,0                        |
| Votos nulos     | Votos nulos                 | 8.434                              | 6,5 / 100,0                        |
| Comparecimento  | Comparecimento              | 130.452                            | 100,0 / 100,0                      |
| Comparecimento  | Comparecimento              | 130.452                            | 70,4 / 100,0                       |
| Abstenções      | Abstenções                  | 54.893                             | 29,6 / 100,0                       |
| Eleitorado apto | Eleitorado apto             | 185.345                            | 100,0 / 100,0                      |

### Câmara Municipal
| Resumo (por partido) | Resumo (por partido) | Resumo (por partido) | Resumo (por partido) | Resumo (por partido) | Resumo (por partido) |
| Partido              | Partido              | Votos                | %                    | Vereadores           | Vereadores           |
| -------------------- | -------------------- | -------------------- | -------------------- | -------------------- | -------------------- |
|                      | MDB                  | 27.708               | 24,0 / 100,0         | 6 / 21               | 1                    |
|                      | PDT                  | 12.059               | 10,5 / 100,0         | 3 / 21               | 0                    |
|                      | PSD                  | 11.845               | 10,3 / 100,0         | 3 / 21               | 0                    |
|                      | PP                   | 9.204                | 8,0 / 100,0          | 2 / 21               | 1                    |
|                      | PSB                  | 9.142                | 7,9 / 100,0          | 2 / 21               | 1                    |
|                      | PSDB                 | 7.965                | 6,9 / 100,0          | 2 / 21               | 0                    |
|                      | DEM                  | 7.549                | 6,5 / 100,0          | 1 / 21               | 0                    |
|                      | Republicanos         | 5.803                | 5,0 / 100,0          | 1 / 21               | 0                    |
|                      | PTB                  | 5.126                | 4,4 / 100,0          | 1 / 21               | 0                    |
|                      | PT                   | 3.734                | 3,2 / 100,0          | 0 / 21               | 0                    |
|                      | PSOL                 | 3.611                | 3,1 / 100,0          | 0 / 21               | 0                    |
|                      | PSL                  | 3.608                | 3,1 / 100,0          | 0 / 21               | 0                    |
|                      | PV                   | 2.302                | 2,0 / 100,0          | 0 / 21               | 1                    |
|                      | PL                   | 2.031                | 1,8 / 100,0          | 0 / 21               | 0                    |
|                      | Solidariedade        | 1.425                | 1,2 / 100,0          | 0 / 21               | 0                    |
|                      | Patriota             | 843                  | 0,7 / 100,0          | 0 / 21               | 0                    |
|                      | Avante               | 833                  | 0,7 / 100,0          | 0 / 21               | 0                    |
|                      | PC do B              | 462                  | 0,4 / 100,0          | 0 / 21               | 0                    |
|                      | PCO                  | 6                    | 0,0 / 100,0          | 0 / 21               | 0                    |
| Votos válidos        | Votos válidos        | 115.256              | 100,0 / 100,0        | 21 / 21              | 0                    |
| Votos válidos        | Votos válidos        | 115.256              | 88,4 / 100,0         |                      |                      |
| Votos em branco      | Votos em branco      | 9.040                | 6,9 / 100,0          |                      |                      |
| Votos nulos          | Votos nulos          | 6.156                | 4,7 / 100,0          |                      |                      |
| Comparecimento       | Comparecimento       | 130.452              | 100,0 / 100,0        |                      |                      |
| Comparecimento       | Comparecimento       | 130.452              | 70,4 / 100,0         |                      |                      |
| Abstenções           | Abstenções           | 54.893               | 29,6 / 100,0         |                      |                      |
| Eleitorado apto      | Eleitorado apto      | 185.345              | 100,0 / 100,0        |                      |                      |